# Anoba herceus
Anoba herceus är en fjärilsart som beskrevs av William Schaus 1914. Anoba herceus ingår i släktet Anoba och familjen nattflyn. Inga underarter finns listade i Catalogue of Life.